# 夏目信政
夏目 信政（なつめ のぶまさ、？ - 安永2年6月12日（1773年））は、江戸幕府の旗本。通称は久之丞、藤四郎。母は遠藤七左衛門の娘で、妻は藤方主膳重堯の娘。

## 略歴

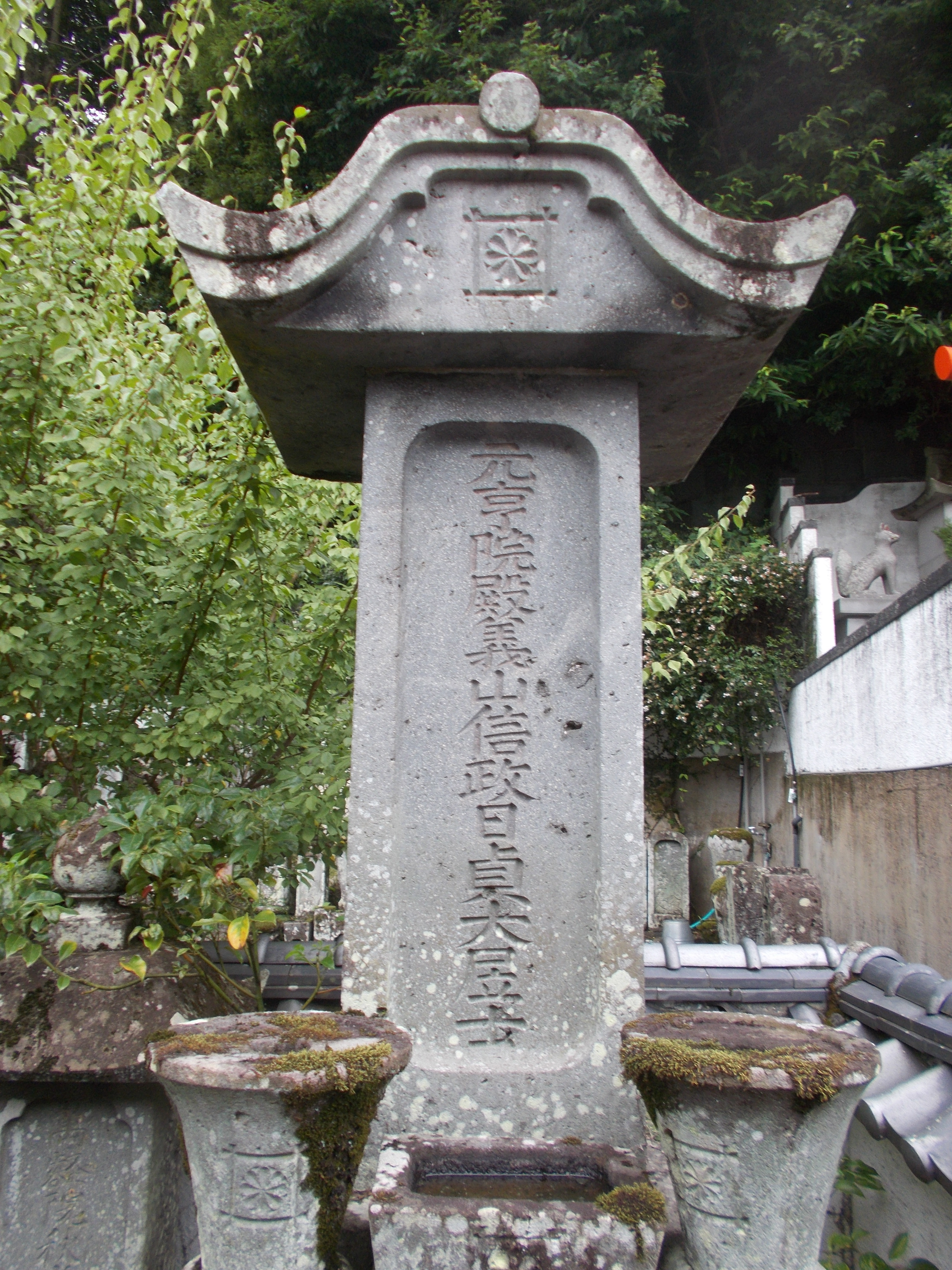
夏目信政の墓（長崎市本蓮寺）

木村弥七郎恒忠の三男として生まれる。後に夏目信氏の養子となり、享保17年（1732年）8月5日に家督を継ぐ。騎射や流鏑馬などの射手として伺候し、時服や黄金などを賜る。
元文元年（1736年）4月27日、書院番の番士となる。放鷹に供奉した際に、鳥を射落として時服を賜る。
寛保元年（1741年）6月18日、進物の掛となる。
延享3年（1746年）8月3日、小納戸に就任。同年12月18日、布衣の着用を許される。
宝暦10年（1760年）4月1日、江戸城西丸勤めとなり、同年5月13日より二の丸に勤仕する。
翌11年（1761年）8月4日、徳川家重が薨去したことに伴い寄合席となる。同年9月6日、小納戸に再任する。同年12月15日、腰物奉行に就任。同12年（1762年）12月28日、目付となる。
明和2年（1765年）5月29日、日光山で東照宮150回目の法会に携わり当地に赴いた褒美として時服2領を賜る。同年7月28日、佐渡奉行になる。
同6年（1769年）9月24日、普請奉行に就任。同年12月18日、従五位下となり和泉守を称する。
同7年（1770年）6月17日、長崎奉行に就任し、蔵米50俵を加増される。
安永2年6月12日、赴任先の長崎にて死去。享年62。法名は日貞。同地の本蓮寺に葬られる。夏目の死は、オランダ商館長の日記には、毒殺の疑いがあると書かれている。
夏目の日記として『夏目和泉守様御在勤日記』が遺されている。長崎歴史文化博物館に所蔵されており、1行約20文字、1頁34行程度で全54頁。冒頭には「安永二年七月十四日 夏目和泉守様御在勤」と書かれている。『長崎奉行遠山景晋日記』の編者の1人・戸森麻衣子によれば、「御用部屋で書き継がれた日記原本ではなく、御用部屋日記を抜粋して写したもの」と考えられている。